# 名古屋三吉

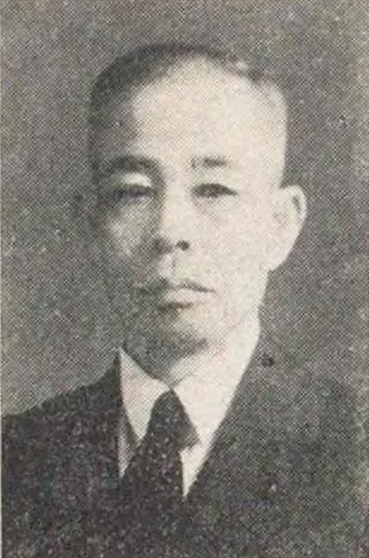
名古屋三吉

名古屋 三吉（なごや さんきち、1890年（明治23年）3月5日 - 1962年（昭和37年）4月4日）は、大正から昭和期の実業家、政治家。貴族院多額納税者議員。

## 経歴
埼玉県北足立郡川口町（現:川口市）で、鋳物業・名古屋六之助の四男として生まれる。1916年（大正5年）東京帝国大学工科大学を卒業し日本製鋼所に入社。同社で勤務し、翌年欧米各国に留学した。
その後、兄の死去に伴い鋳物業を継承。川口鋳物工業組合理事長、埼玉県鉄鋼製品工業組合連合会理事長、川口商工会議所副会頭、埼玉県商工経済会評議員などを務めた。
1946年（昭和21年）埼玉県多額納税者として補欠選挙で貴族院多額納税者議員に互選され、同年8月16日に就任し、交友倶楽部に所属して1947年（昭和22年）5月2日の貴族院廃止まで在任した。